# ناثان د. وينديل
ناثان د. وينديل (بالإنجليزية: Nathan D. Wendell)‏ هو صحفي ومصرفي وسياسي أمريكي، ولد في 1835، وتوفي في 5 يناير 1886. حزبياً، نشط في الحزب الجمهوري. وقد انتخب أمين صندوق الدولة ‏.